# Dommartin (Belgique)
Pour les articles homonymes, voir Dommartin.
Dommartin est un village belge de Hesbaye faisant partie de la commune de Saint-Georges-sur-Meuse dans la province de Liège en Région wallonne.

## Situation
Le village est traversé dans sa partie sud par le ruisseau de Bobesse qui prend en aval le nom de ruisseau des Awirs. Il occupe la partie nord de la commune de Saint-Georges-sur-Meuse et est le seul village de cette commune implanté au nord de l'autoroute de Wallonie.
La route nationale 614 Amay-Tongres appelée Chaussée verte (ancienne voie romaine Arlon-Tongres) longe le village qui se trouve à environ 2 km de la sortie 5 de l'autoroute E42.

## Histoire
Le 25 aout 1325, une bataille rangée se déroula à Dommartin dans le cadre de la guerre des Awans et des Waroux. Henri de Hermalle et Lambert de Harduémont, notamment, y perdirent la vie.

## Patrimoine
Le village possède plusieurs importantes fermes fortes en carré avec entrées charretières. Parmi celles-ci, on peut citer :
- la ferme de la Martchesse construite au XVIIIe siècle
- la ferme Mathy appelée aussi ferme du Séminaire construite à la fin du XVIIIe siècle
- la ferme Degive appelée aussi ferme de la Préalle
- la ferme du Pouhon
- la ferme François appelée aussi ferme Thiernesse

L'église dédiée à Saint Martin construite en brique jouxte le petit cimetière.